# Требось
Требось (пол. Trzeboś) — село  в Польщі, у гміні Соколів-Малопольський Ряшівського повіту Підкарпатського воєводства, на Закерзонні. Населення — 2515 осіб (2011).

## Історія
Після поляками анексії в 1434 р. Галичини півтисячоліття лівобережне Надсяння піддавалось інтенсивній латинізації та полонізації.
Шематизмами Перемишльської єпархії до 1848 р. фіксувалась наявність українців-грекокатоликів у селі (востаннє — двоє парафіян), які належали до парафії Лежайськ Каньчузького деканату Перемишльської єпархії, наступного року село відсутнє у переліку парафії. На той час унаслідок насильної асиміляції українці західного Надсяння опинилися в меншості.
Відповідно до «Географічного словника Королівства Польського» в 1892 р. село знаходилось у Кольбушовському повіті Королівства Галичини та Володимирії, було 391 будинок і 1944 мешканці.
У міжвоєнний період Требось входило до Кольбушовського повіту Львівського воєводства, гміна Соколів-Малопольський.

## Демографія
Демографічна структура станом на 31 березня 2011 року:
|          | Загалом | Допрацездатний вік | Працездатний вік | Постпрацездатний вік |
| -------- | ------- | ------------------ | ---------------- | -------------------- |
| Чоловіки | 1239    | 326                | 783              | 130                  |
| Жінки    | 1276    | 310                | 683              | 283                  |
| Разом    | 2515    | 636                | 1466             | 413                  |